# Prada/Rakata
Prada/Rakata è un singolo della musicista venezuelana Arca, pubblicato il 3 novembre 2021 come secondo estratto dal quinto album in studio Kick II.

## Descrizione
Il singolo comprende le due tracce Prada e Rakata, realizzate da Arca e dal produttore venezuelano CardoPusher.
Il testo di Prada racconta di una festa in una pista da ballo, in cui la cantante indossa per l'appunto tacchi Prada e si definisce «bella», mentre chiede al partner di portarla a letto, con la descrizione di un rapporto sessuale in cui i due si penetrano a vicenda («io ti dò / e poi tu mi dai»). In Rakata la cantante ribadisce il proprio desiderio sessuale, tale che «potrebbe mangiarsi il mondo». Mentre sulla pista da ballo risuona il furruco (uno strumento a percussioni venezuelano), il «flusso psicopatico» della protagonista «continua a scorrere nelle sue vene» e questa afferma di voler penetrare il compagno «senza condanna» e «senza pietà». Nel ritornello, la cantante afferma di voler «lanciare» all'altro un rakatà, palindromo della parola spagnola atacar, ovvero "attaccare" in senso erotico.
La stessa Arca, annunciando il rilascio dei brani, ne ha voluto fornire una descrizione:
Rakata è una canzone sulla seduzione, sul voler divorare il mondo intero per il desiderio di scopare, senza vergogna, senza condanna, sul sesso come impulso vitale di fronte alla morte; è anche un ammiccamento e un cenno al calore interno generato dalle condizioni calde e umide che hanno dato vita alla musica latina, un omaggio alla regalità del reggaeton, di Wisin & Yandel, dei tamburi venezuelani, del furruco – strumento che sento come una tecnologia sub mass, folklore venezuelano contemporaneo, vita ed erotismo nati vicino al calore dell'equatore.»
Dal punto di vista musicale, i due brani sono stati descritti di genere reggaeton sperimentale ed elettronico influenzato dalla musica industriale, techno ed electronic dance music.

## Video musicale

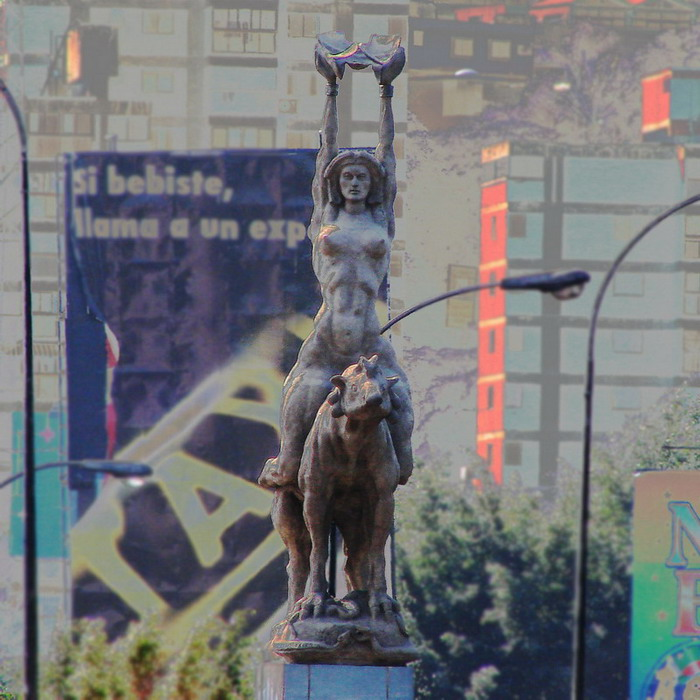
María Lionza nella statua di Alejandro Colina a Caracas.

Il video musicale del singolo, diretto da Frederik Heyman e dalla stessa cantante, è stato pubblicato il 3 novembre 2021 attraverso il canale YouTube di Arca. Il video presenta un'animazione delle copertine di KICK ii, KicK iii, KICK iiii e Kick IIIII, e vede l'avatar di Arca muoversi e danzare in diversi scenari futuristici. La scena iniziale è inoltre un riferimento alla statua della divinità venezuelana María Lionza, cavalcante un tapiro, ad opera di Alejandro Colina e situata a Caracas.

## Tracce
Testi di Alejandra Ghersi, musiche di CardoPusher.
1. Prada – 2:43
2. Rakata – 2:31

## Formazione
Crediti tratti dall'edizione streaming del singolo.
- Arca – performer associata, mixer, produzione, autrice dei testi;
- Cardopusher – produzione, autore delle musiche;
- Adrien Libmann – ingegnere;
- Thomas Bonnin – ingegnere.